# Stockbridge (Georgia)
Stockbridge ist eine City im Henry County im US-Bundesstaat Georgia mit 28.973 Einwohnern (Stand: Volkszählung 2020).

## Geographie
Stockbridge liegt rund 5 Kilometer nordwestlich von McDonough sowie etwa 20 Kilometer südöstlich von Atlanta. 

## Geschichte
Bereits 1829 bestand eine kleine Siedlung. In diesem Jahr wurde die Old Stockbridge Concord Methodist Church gegründet. 1847 wurde eine erste Poststation eröffnet. Sie wurde nach einem bekannten Lehrer der Gemeinde, Professor Stockbridge, benannt. Die Eisenbahn erreichte Stockbridge im Jahr 1881, als die Southern Railroad eine Bahnstrecke von Macon nach Atlanta erbaute. Stockbridge wurde 1895 erst zur Town und am 6. August 1920 zur City ernannt.

## Demographische Daten
Laut der Volkszählung von 2010 verteilten sich die damaligen 25.636 Einwohner auf 9.499 bewohnte Haushalte, was einen Schnitt von 2,70 Personen pro Haushalt ergibt. Insgesamt bestehen 10.312 Haushalte. 
68,8 % der Haushalte waren Familienhaushalte (bestehend aus verheirateten Paaren mit oder ohne Nachkommen bzw. einem Elternteil mit Nachkomme) mit einer durchschnittlichen Größe von 3,29 Personen. In 45,6 % aller Haushalte lebten Kinder unter 18 Jahren sowie in 13,6 % aller Haushalte Personen mit mindestens 65 Jahren.
33,3 % der Bevölkerung waren jünger als 20 Jahre, 30,3 % waren 20 bis 39 Jahre alt, 26,7 % waren 40 bis 59 Jahre alt und 9,7 % waren mindestens 60 Jahre alt. Das mittlere Alter betrug 32 Jahre. 46,4 % der Bevölkerung waren männlich und 53,6 % weiblich.
28,8 % der Bevölkerung bezeichneten sich als Weiße, 55,7 % als Afroamerikaner, 0,3 % als Indianer und 7,6 % als Asian Americans. 3,9 % gaben die Angehörigkeit zu einer anderen Ethnie und 3,7 % zu mehreren Ethnien an. 9,5 % der Bevölkerung bestand aus Hispanics oder Latinos.
Das durchschnittliche Jahreseinkommen pro Haushalt lag bei 54.769 USD, dabei lebten 15,9 % der Bevölkerung unter der Armutsgrenze.

## Sehenswürdigkeiten
1980 wurde das Walden-Turner House in das National Register of Historic Places eingetragen.

## Verkehr
Stockbridge wird von den Interstates 75 und 675, vom U.S. Highway 23 sowie von der Georgia State Route 138 durchquert. Der nächste Flughafen ist der Flughafen Atlanta (rund 15 km nordwestlich).

## Söhne und Töchter des Ortes
- Antonio Gibson (* 1998), American-Football-Spieler